# Этот фантастический мир

«Этот фантастический мир» — серия советских телеспектаклей, подготовленных Главной редакцией программ для детей и юношества и демонстрировавшихся по Центральному телевидению СССР с 1979 по 1990 год. Изначально планировалась как викторина для школьников, однако затем преобразовалась в телеальманах, содержавший несколько сюжетов на одну тему. Начиная со второго выпуска, ведущим программы был лётчик-космонавт Георгий Гречко. Среди его гостей были ведущие советские писатели-фантасты.

## История
Идея создания передачи принадлежит редакторам Главной редакции программ для детей и юношества Людмиле Константиновне Ермилиной и Андрею Васильевичу Костенецкому, они же выступили и авторами сценария первых выпусков; позднее к созданию сценариев были привлечены Вера Шитова, Георгий Капралов; режиссёром передачи была Тамара Павлюченко.

По словам Георгия Гречко, он лично участвовал в отборе произведений для экранизации, также при его содействии в 1980 году впервые по телевидению было показано интервью с Борисом Стругацким, которое снимали в подмосковном клубе фантастов. О самих телеспектаклях он рассказывал следующее:
«Передача делалась на чистом энтузиазме — денег на неё практически не давали, камеру и студию предоставляли, только когда они никому не были нужны. Тем не менее нам удавалось привлекать превосходных актёров — у нас были и Смоктуновский, и Богатырёв, и Каюров, и Яковлев, и Марцевич… Платили им немного, но за счёт того, что мы отбирали для экранизации очень хорошие рассказы, они соглашались… Им это просто нравилось».
В 1987 году Гречко был удостоен премии Европейского общества научной фантастики как автор передачи «Этот фантастический мир».

## Выпуски

### Первый
Этот выпуск не сохранился
1979 год. Структура выпуска: некий пришелец или «Гость» с неизвестной планеты (актёр Виктор Сергачёв) попадает на Землю, где встречает школьника Алёшу (Кирилл Агеев). По ходу общения персонажи попадают в различные фантастические сюжеты, взятые в данном выпуске из следующих произведений: Жюль Верн «Из пушки на Луну», Герберт Уэллс «Человек, который мог творить чудеса», Станислав Лем «Путешествие четырнадцатое».
В ролях:
- Виктор Сергачёв
- Кирилл Агеев
- Владимир Горелов
- Александр Граве
- Рогволд Суховерко
- Николай Караченцов
- Вячеслав Гарин
- Владимир Иванов

Режиссёр: Тамара Павлюченко
Ведущий: лётчик-космонавт Константин Феоктистов

### Второй
1979 год. Гость и Алёша продолжают свои изыскания: они попадают в пристанище богов Античной Греции, оказавшихся командой инопланетян, изучавших людей (экранизация рассказа «Алло, Парнас!» Валентина Берестова), в средневековую Англию («Янки при дворе короля Артура» — по книге Марка Твена), к цивилизации на дне океана («Маракотова бездна» Артура Конан Дойля) и, наконец, в небеса к учёному в летающем шатре (повесть «Победитель невозможного» Евгения Велтистова).

Начиная с этого выпуска постоянным ведущим передачи стал космонавт Георгий Гречко. Из его воспоминаний о съёмках «Алло, Парнас!»:
«В Южном порту нашли гору строительного песка, на вершину поставили храмик высотой двадцать сантиметров. И у этой кучи сняли очень неплохую телеверсию рассказа. Древняя Греция получилась, как настоящая, и причём без всяких многомиллионных компьютерных спецэффектов!»
В ролях:
- Кирилл Агеев
- Виктор Сергачёв
- Галикс Колчицкий — Юпитер
- Николай Болотов
- Иван Власов
- Елена Кондратова — Мельпомена
- Наталья Вихрова — Афродита
- Сергей Колесников — янки
- Лев Иванов — Мерлин
- Георгий Шевцов — король
- Елена Добронравова — королева
- Валерия Дементьева — монахиня
- Вацлав Дворжецкий — профессор Маракот
- Алексей Борзунов — Билл Сканлэн
- Александр Дик — Сайрес Хедли
- Александр Вокач — Семён Николаевич Таратар
- Владимир Земляникин — Евгений Александрович Крымов
- Георгий Богадист — Виктор Ильич Синица

Режиссёр: Тамара Павлюченко
Сценаристы: Людмила Ермилина, Андрей Костенецкий
Композитор: Евгений Дога
Художник: Ю. Ильина

### Третий
Этот выпуск не сохранился
Выпуск в двух частях
1980 год (премьера: 9 июня). Отдельного названия не имеет. В альманахе впервые в качестве гостя-соведущего был приглашён известнейший писатель-фантаст Борис Стругацкий. Беседа о фантастике и современности была первой частью. Далее была беседа о фантастике в реальности, были затронуты моменты, когда, например, писатель-фантаст одновременно был учёным, и в силу фантастичности своих гипотез не мог доложить о них на научном симпозиуме, и тогда писал фантастический рассказ. В качестве примера был приведён рассказ Ивана Ефремова «Алмазная труба». По сюжету новеллы гость (В. Сергачёв) после прибытия на землю заболел. Испугавшись, что не сможет встретиться с Алёшей, и решив, что ему грозит опасность, создает свой клон (дубль) и даёт ему задание отвести Алёшу в библиотеку. Внезапно он встречается с бабушкой Алёши, от которой узнаёт, что причина его плохого самочувствия — обычный земной флюс. Пока бабушка Алёши лечит его, гость предлагает посмотреть, какие книги читает сейчас Алёша. Для экранизаций использованы сюжеты из следующих произведений: Александр Беляев «Ариэль», Александр Грин «Блистающий мир», Аркадий и Борис Стругацкие «Малыш».
В ролях:
- Виктор Сергачёв
- Кирилл Агеев
- Евгений Карельских
- Эдуард Марцевич
- Юрий Багинян
- Лариса Пашкова
- Екатерина Краснобаева
- Михаил Зимин
- Исаак Кастрель
- Михаил Глузский
- Николай Тимофеев
- Игорь Янковский
- Владимир Корецкий
- Римма Коростелёва
- Юрий Захаренков
- Вера Майорова-Земская
- Евгений Киндинов
- Вячеслав Дугин
- Алексей Зеленов
- Федя Хлынин

Режиссёр: Тамара Павлюченко
Сценаристы: Людмила Ермилина, Андрей Костенецкий

### Четвёртый
1981 год. Отдельного названия выпуск не имеет. Гость возвращается через шесть лет отсутствия. Общается с Алёшей и его бабушкой посредством телевизора. Он сообщает, что установил контакт с иными мирами. Школьник приходит от этого в восторг, однако пришелец напоминает о проблемах, которые при этом могут возникнуть. Для примера он визуализирует отрывки из фантастических произведений: «Аэлита» Алексея Толстого, «Снегурочка» Кира Булычёва и «Свидетельствую» Эрика Рассела.
«Снегурочка» — инопланетная девушка из мира, в котором вместо воды роль универсального растворителя выполняет аммиак. Она и молодой землянин полюбили друг друга, но не могут даже соприкоснуться: он оставляет на ней ожоги, она способна заморозить его до смерти.
Последнее произведение экранизировано советскими режиссёрами как «гримасы капитализма»: инопланетянина судят за то, что он приземлился на частную собственность и посмел увернуться от пули преследовавшего его полицейского. На защиту гуманоида поднимается общественность и его оправдывают, чему даже прокурор оказывается рад.
В ролях:
- Виктор Сергачёв (участвует во всех эпизодах)
- Николай Пузырёв — Алёша
- Лариса Пашкова — бабушка Алёши
- Валентина Смольникова — Аэлита
- Сергей Десницкий — инженер Лось
- Сергей Сазонтьев — Гусев
- Юрий Леонидов — Тускуб
- Марина Хазова — Снегурочка
- Виктор Кулюхин — космонавт
- Александр Вокач — обвинитель
- Василий Корнуков — Сэмюэль Нол, фермер, первый свидетель
- Леонид Губанов — Джозеф Хиггинсон, полицейский, второй свидетель
- Алексей Петренко — Уинтроп Аллен, профессор зоологии, свидетель
- Роман Фертман — судья
- Константин Градополов — репортёр

Режиссёр: Тамара Павлюченко
Сценаристы: Людмила Ермилина, Андрей Костенецкий
Оператор: Дмитрий Гуторин
Композитор: Евгений Дога
Художник: Ю. Ильина

### Пятый
1981 год. В программе появляется новый соведущий — писатель-фантаст, в этом выпуске эта роль досталась Дмитрию Биленкину.
Гость встречается со своим дублем, созданным им в третьем эпизоде, и с горьким разочарованием понимает, что тот превратился в его злое альтер эго, автономно существующее на Земле. Они встречаются в гостинице «Союз». Дубль предлагает Гостю некий план существования без помех друг для друга — в разных временных измерениях. В качестве аргументов своей позиции он демонстрирует инопланетянину историю из рассказа Рэя Брэдбери «О скитаньях вечных и о Земле». Гость отказывается, и Дубль исчезает. Второй сюжет в выпуске взят из рассказа Кира Булычёва «Выбор»: инопланетянин отказывается возвращаться к своим и остаётся со своей любимой землянкой. По сюжету альманаха на этом заканчивается цикл «Гость». В передаче об этом не сказано, но интуитивно понятно, что гость — пришелец с планеты, описанной в рассказе Кира Булычёва «Выбор», и он прекращает поиски, которым были посвящены выпуски № 1-5.
В рассказе «О скитаньях вечных и о Земле» люди далёкого будущего «вытаскивают» из прошлого находящихся при смерти гениев своего дела и продлевают им на некоторое время жизнь, чтобы те успели написать свою последнюю картину, роман и др. Затем возвращают их обратно в объятия смерти, чтобы не вызвать временной парадокс.
В ролях:
- Виктор Сергачёв — Гость / Дубль
- Андрей Попов — миллионер Генри Уильям Филд
- Леонид Топчиев — профессор Боултон
- Юрий Богатырёв — писатель Томас Вулф
- Геннадий Кочкожаров — пришелец
- Ирина Акулова — Катрин
- Николай Озеров — играет самого себя
- Рогволд Суховерко — инопланетный резидент
- Ирина Юревич — девочка из библиотеки (нет в титрах)
- Евгений Дога — композитор.

### Шестой
1981 год. В выпуске были инсценированы следующие произведения:
- Иван Ефремов «Тень минувшего» — идея о возможности существования естественных «фотоаппаратов», способных при определённых условиях запечатлеть древнюю жизнь на Земле.
- Раймонд Джоунс[англ.] «Уровень шума» — молодого перспективного учёного вызывают и предоставляют великолепно оборудованную лабораторию и далее демонстрируют кадры, где некто изобрёл антигравитационную машину, но изобретатель разбился вместе с машиной при её испытаниях. Учёному предлагают проделать работу по восстановлению машины. Он соглашается, и через некоторое время предоставляет работающий аппарат. Тогда учёному открывают: тот фильм был искусно инсценирован, дабы убедить его в возможности решения абсолютно невозможной с точки зрения традиционной науки задачи.

В ролях:
- Юрий Богатырёв — Сергей Павлович Никитин, палеонтолог
- Елена Наумкина — Мириам Нургалиева, геолог
- Вячеслав Езепов — Мартын Мартыныч
- Нина Килимник — Маруся
- Эдуард Марцевич — Мартин Нэгл
- Евгений Евстигнеев — Кеннет Бэрк, профессор психологии
- Александр Вокач — профессор
- Леонид Губанов — Кейз
- Сергей Колесников — Даннинг
- Лев Золотухин — Ли, учёный
- Вячеслав Жолобов — Норкросс, учёный
- Роман Фертман — профессор
- Иван Тарханов — профессор
- Евгений Дога — композитор.

### Седьмой
1982 год. Экипаж земного космического корабля попадает в далёкой галактике на планету, очень напоминающую родной мир. Космонавты думают о том, как передать информацию о своей находке на Землю. При этом они смотрят кассеты с записями. На одной из них сюжет из рассказа Артура Порджеса «Ценный товар» (экипаж космического корабля стоит перед дилеммой — убить крайне дорогостоящего обитателя галактики или вступить с ним в контакт). На другой — экранизация рассказа Олега Лукьянова «Принцип неопределённости».
Евгений Дога — композитор.
В ролях:
- Андрей Голиков — командир
- Галикс Колчицкий — профессор
- Виктор Фокин — навигатор
- Иннокентий Смоктуновский — капитан
- Александр Парра — лейтенант Гарольд
- Леонид Ярмольник — мичман «Малыш»
- Михаил Глузский — Анатолий Николаевич
- Александр Абдулов — пришелец, актёр
- Виктор Шуляковский — Володя
- Гарри Дунц — Георгий Иванович

### Восьмой
1984 год. Приглашённый соведущий — Еремей Парнов.
В выпуске были инсценированы следующие произведения:
- Рэй Брэдбери «О теле электрическом пою» — фантастическая мелодрама об электронной бабушке.
- Илья Варшавский «Тревожных симптомов нет» — столетнего учёного подвергли омоложению. Заодно для увеличения работоспособности почистили память, убрав из неё всё лишнее и негативное. Из человека получился живой робот.

В ролях:
- Юозас Будрайтис — профессор Кларенс
- Вайва Вида Майнелите — Эльза, жена профессора Кларенса
- Витаутас Томкус — главный врач-учёный
- Гедиминас Гирдвайнис — Кребс
- Моника Миронайте — взрослая Агата
- Лаймонас Норейка — взрослый Том
- Хенрикас Кураускас — взрослый Тим
- Эгле Габренайте (в титрах Э. Раманаускане) — Электронная бабушка
- Ромуальдас Раманаускас — отец Агаты, Тома и Тима
- Альгирдас Сабалис — Гвидо Фанточинни, глава электронной фирмы
- Женя Григорьева — Агата
- Тадес Дилис — Том в детстве
- Стасис Йонинас — Тим в детстве
- Евгений Дога — композитор.

### Девятый «Улыбка»
Этот выпуск не сохранился
1984 год. Новелла «Улыбка». Фильм снят по произведениям Рэя Брэдбери, главным образом по его рассказу «Улыбка».
В постапокалиптическом будущем люди устраивают регулярные ритуальные уничтожения артефактов прошлого — скульптур, картин, приборов и т. п. Маленький мальчик в группе поиска таких находок неожиданно натыкается на знаменитую «Мону Лизу» Леонардо да Винчи. Во время вечернего ритуала уничтожения находок он незаметно прячет холст за пазухой. Ночью, когда все успокоились и заснули, мальчик вытаскивает из пазухи скомканную картину, разворачивает её и разглядывает загадочную улыбку Джоконды, бережно разглаживая все складки.
- Режиссёр: Виктор Спиридонов
- Ведущий: Георгий Гречко
- Сценарий: Людмила Ермилина, А. Костенецкий
- Производство Гостелерадио

Единственные сохранившиеся кадры можно увидеть в видеоклипе Виктора Чайки «Мона Лиза», где за основу взята нарезка из новеллы «Улыбка» (хотя, вообще-то, это постановочный видеоклип, где за основу взята идея рассказа Брэдбери).

### Десятый. «Знак Саламандры»
1984 год. Создан на основе следующих произведений: Рэй Брэдбери «451° по Фаренгейту» и Э. Лудвит «Маленький преступник», связанных похожей исходной ситуацией: чтобы облегчить управляемость страной, людям запрещено читать, информацию можно получить только из непечатных средств массовой пропаганды и на слух от начальника. Но среди людей, в том числе на самом верху, всегда найдётся «паршивая овца».
Ведущие — Г. М. Гречко, Г. Х. Шахназаров.
В ролях:
- Леонид Каюров — Гай Монтэг, пожарный
- Юрий Яковлев — брандмейстер Битти
- Юрий Богатырёв — полковник Ролинг
- Ольга Гобзева — Эдит, жена Ролинга
- Ян Хвилер — Рони, сын Ролинга
- Лев Иванов — профессор Фред Клемент
- Вацлав Дворжецкий — Греджер
- Ирина Корытникова — девушка в лесу
- Игорь Золотовицкий — пожарный

Режиссёр: Тамара Павлюченко

### Одиннадцатый. «Случай с полковником Дарвином»
1985 год. В программе представлены инсценировки по мотивам рассказов «Мятеж шлюпки» (Роберт Шекли) и «Ржавчина» (Рэй Брэдбери).
Полковника ВВС, бывшего астронавта Грега Дарвина навещает его старый приятель Джонни. Разговорившись, Грег открывает Джонни тайну из своего прошлого. Во время службы в космической разведке Дарвин вместе с другим астронавтом, Диком, был отправлен с секретной миссией на планету, пережившую опустошительную ядерную войну. По заданию командования Грег и Дик должны были на обезлюдевшей планете найти оставшееся оружие, аналогов которого на Земле ещё не существовало. Попав на автономную подводную лодку, управляемую примитивным искусственным интеллектом, они оказываются в плену автомата, который принимает их за спасшихся аборигенов и собирается доставить на полярную базу. Грег выпивает воду, которая ядовита для автохтонов, после чего подлодка принимает его за труп и выбрасывает за борт. А Дика она изолирует от опасной воды и увозит на полярную базу, где он пропадает без вести.
После рассказа Джонни уходит, а к Грегу в кабинет приходит молодой офицер из небольших чинов, который идеалистически сообщает, что изобрёл способ покончить с войнами, многократно ускорив ржавение металла и тем самым уничтожив всё оружие. Полковник отсылает офицера и собирается вызвать психиатров, но обнаруживает, что его любимый макет военного космического корабля на столе и пистолет превратились в ржавую пыль. Грег даёт команду на поражение этого человека, однако по ошибке оказывается убит друг Джонни. Полковник идёт по вверенному ему аэродрому, где на месте военных вертолётов остались груды пыли.
Из «Мятежа шлюпки» сделали трагическую историю о геройской гибели напарника. Сюжет о погибшей в войне планете подан с нравоучительной серьёзностью, от искромётного юмора фантаста не осталось ничего.
- Режиссёр: Тамара Павлюченко
- Сценаристы: Александр Капралов, Георгий Капралов
- Оператор: Дмитрий Гуторин
- Композитор: Андрей Головин
- Художник: Сергей Феофанов

В ролях:
- Эдуард Марцевич — полковник Дарвин
- Роман Козак — астронавт Дик
- Виталий Коняев — Джонни
- Леонид Каюров — сержант Макинрой, пацифист
- Наталья Негода — Кэт, секретарша полковника Дарвина
- Евгений Хорошевцев — доктор Скотт
- Наталья Назарова — «голос» подводной лодки

### Двенадцатый. «С роботами не шутят»
1987 год. Выпуск был посвящён отношениям между роботами и людьми. Гость студии — Вл. Гаков. В начале серии показано интервью Айзека Азимова о роботах.
Были экранизированы следующие произведения:
- Александр Беляев, «Сезам, откройся!!!»: рассказ о том, как вор-взломщик, замаскированный под робота-слугу, обокрал почтенного аристократа.
- Айзек Азимов, «Лжец»: повествование о роботе, умевшем читать мысли и оказавшемся самым человечным среди людей.
- Фредерик Чиландер, «Суд» («Судебный процесс»): о том, как размножившиеся роботы, уже практически вытеснившие homo sapiens, расчищают себе жизненное пространство: «подставляют», устраивают формальный суд и казнят людей. Старый адвокат скоро останется последним живым человеком. В оригинальном рассказе действие менее кровожадно, но более унизительно для человечества: захватившие в стране власть и бизнес человекообразные роботы не избавляются от людей, но зато ни во что не ставят своих создателей. Сошедший с ума робот-торговец маниакально преследует по городу одного приезжего и, наконец, нападает с побоями. Отбивающийся человек в панике сталкивает обезумевший механизм под транспорт. Электронные власти воспользовались произошедшим, чтобы через показательный суд и казнь люди увидели, кто здесь теперь всегда будет прав, а заодно по ходу телевизионного процесса разрекламировать разные товары и развлечения. Человеческое население легко переносит произошедший переворот, а очень точно рассчитанная компьютерными мозгами контекстная реклама настолько психологически тонко и к месту сделана, что совсем не раздражает, и люди радостно и дружно принимаются потреблять рекламируемый продукт.
- Режиссёр: Тамара Павлюченко
- Сценаристы: Александр Капралов, Георгий Капралов
- Операторы: Марк Волынец, Виктор Щербаков
- Композитор: Андрей Головин
- Художник: Валерий Вейцлер
- Художник по костюмам: Вячеслав Зайцев

В ролях:
- Вацлав Дворжецкий — господин Ганн
- Александр Вокач — дворецкий Йоган
- Всеволод Шиловский — аферист Митчел
- Виктор Сергачёв — директор доктор Дженнинг
- Борис Плотников — робот-телепат RB-34 (Эрби)
- Наталья Назарова — робопсихолог Сьюзен Келвин
- Александр Дик — математический помощник Богерт
- Михаил Басов — технолог роботехники Эш
- Авангард Леонтьев — подсудимый человек Иуханес Миколас Персен
- Виталий Бабенко — потерпевший-робот Максиконсум
- Вячеслав Зайцев — машинист вагона у трапа к поезду
- Владлен Давыдов — адвокат-человек
- Юрий Богатырёв — прокурор-робот
- Вячеслав Жолобов — судья-робот
- Игорь Золотовицкий, Андрей Давыдов, Владимир Стержаков — роботы-присяжные заседатели
- И. Васильева — Ингрид, невеста Персена
- Софья Гаррель — зрительница в суде
- Массовка в эпизоде «Суд» — манекенщики Московского дома моды Вячеслава Зайцева

### Тринадцатый. «Бездна»
1987 год. По мотивам пьесы Рэя Брэдбери «Чикагская бездна». Мрачный и голодный мир после ядерной войны. Новые власти, управляющие выжившими раздачей жалких продуктовых пайков, не торопятся улучшать жизнь. Они нашли себе более интересное занятие — охоту на пожилых людей, последних свидетелей благополучной довоенной жизни. И вот появляется настоящий враг: полусумасшедшедший старик, способный из своих воспоминаний устроить театральное представление.
- Режиссёр: Антонина Зиновьева
- Оператор: Александр Пугачёв
- Композитор: Михаил Чекалин

В ролях:
- Сергей Юрский — старик
- Наталья Кочетова — женщина
- Владимир Сальников — молодой человек
- Константин Желдин — неизвестный
- Ёла Санько — жена неизвестного
- Юрий Меншагин — полицейский
- Дарья Юрская — Мария, девочка в поезде

### Четырнадцатый. «Умение кидать мяч»
1988 год. Гость студии — Кир Булычев.
По мотивам рассказов Кира Булычёва «Летнее утро», «Умение кидать мяч» (вторая экранизация после фильма «Бросок, или Всё началось в субботу»). Обычный человек может полностью изменить свою жизнь в результате появления искусственных необычных возможностей. Заурядный инженер средних лет, Герман Коленкин, согласился провести на себе научный физиологический опыт: благодаря инъекции экспериментальной сыворотки, он, не обладая никакими физическими и спортивными данными, получил способность стопроцентно точно забрасывать баскетбольный мяч в корзину. В результате, Коленкин неожиданно получает перспективное предложение тренироваться и выступать на соревнованиях за баскетбольную команду…
Съёмочная группа:
- автор сценария — Кир Булычёв
- режиссёр-постановщик — Виктор Спиридонов
- оператор-постановщик — Игорь Игнатов
- художник-постановщик — Евгений Епишкин
- композитор — Евгений Дога

В ролях:
- Александр Пороховщиков — Крупин, учёный
- Владимир Сальников — Герман Коленкин, инженер
- Александр Потапов — Андрей Захарович, тренер
- Владимир Долинский (в титрах А. Долинский) — врач
- Наталья Ионова (в титрах К. Ионова) — Валя, баскетболистка
- Карина Золотова (в титрах Н. Золотова) — Тамара, баскетболистка
- М. Кузнецов — тренер
- В. Юдин — Иванов, баскетболист

В эпизодах:
- И. Власова, А. Горячева, Александр Пермяков, Алексей Шишков, О. Макушин, Сергей Герман, Артур Эйзен, А. Данилин.

В съёмках принимала участие сборная МГУ по баскетболу.

### Пятнадцатый. «Абсолютная защита»
1989 год (премьера: 4 июня 1989 года). Экранизация фрагментов рассказа «Призрак-5» Роберта Шекли — весёлого фантастического рассказа из цикла про Грегора и Арнольда из «ЛУСЛОПЛ» — Лучшей службы очистки планет. Два приятеля основали компанию по очистке планет. Пока они очищали планеты от мусора, всё шло хорошо. Но однажды их попросили очистить новую планету от призраков… Скажите, что могут сделать два не очень везучих специалиста по оздоровлению природной среды, если на планете, куда они отправились, оживают все самые ужасные детские страхи. И не просто оживают, но и убивают. Но Арнольд и Грегор не были бы специалистами, если бы не знали, как с этим бороться.
В ролях:
- Пётр Фёдоров — Ричард Грегор
- Павел Андреев — Фрэнк Арнольд
- Евгений Фёдоров — мистер Фернграун
- Александр Очеретянский — Хвататель
- Семён Григорьев — Ворчун
- Режиссёр: Антонина Зиновьева
- Сценарист: Валерий Вейцлер
- Оператор: Владимир Попков
- Композитор: Михаил Чекалин
- Художник: Валерий Вейцлер

### Шестнадцатый. «Психодинамика колдовства»
1990 год. В основу программы положена повесть Джеймса Ганна «Где бы ты ни был». Молодой ученый Мэт пишет диссертацию на тему «Психодинамика колдовства» и пытается доказать, что явлений, описанных в исторических судах над ведьмами, быть не может. Но однажды он встречает юную деревенскую девушку Эби, обладающую вполне определёнными сверхъестественными способностями (телекинез, телепортация, телепатия), проявляющимися поначалу не вполне осознанно и импульсивно. Джеймс изучает феномен, учит её пользоваться своими способностями более управляемо и делает это на свою же учёную голову. Так как и Эби в него влюбилась и не собирается отпускать. Он и сам оказался к ней неравнодушен, но боится и стесняется её и вроде как не собирался ни на ком жениться. Вот тут и начинается столкновение чувств, разума и азарта учёного с непосредственностью «колдуньи», вполне осознавшей свою силу.
В ролях:
- Александр Кахун — Мэт
- Ксения Стриж (Волынцева) — Эби
- Геннадий Коротков — мистер Дженкинс, отец Эби
- Анна Антоненко-Луконина — продавщица салона одежды
- Режиссёр: Антонина Зиновьева
- Сценарист: Валерий Вейцлер
- Оператор: Владимир Попков
- Композитор: Михаил Чекалин
- Художник: Валерий Вейцлер

## Критика
В 1982 году братья Стругацкие опубликовали статью «Этот увлекательный мир фантастики» в газете «Правда» с призывом повышать количество и качество телевизионных фильмов и программ, посвящённых научной фантастике. В основу эссе легла передача «Этот фантастический мир», которая, по мнению Стругацких, стала важным культурным событием: «Было создано цельное драматургическое произведение, в которое органично включались инсценировки», а «в качестве приёма организации материала была избрана викторина», способствующая росту интереса к жанру у подростков. Вместе с тем, передача по-прежнему была одной из немногих на советском телевидении, посвящённых научной фантастике, притом создаваемой «небольшой группой энтузиастов», а сам жанр рассматривался исключительно как «детский», что влекло за собой ряд других неизбежных проблем:
«Грустно, конечно, что ритмичность передач не выдерживается и показываются они в самое неудобное для подростка время. Пока что в программе инсценировок слабо представлены, на наш взгляд, современные прогрессивные зарубежные писатели-фантасты. Оставляет желать лучшего драматургия постановок, актёрское исполнение, фантастический антураж, которому, кстати, подростки склонны придавать весьма большое значение».